# Distrito Norte (Israel)
El distrito Norte (en hebreo: מחוז הצפון‎ Mehoz haTzafon, en árabe: منطقة الشمال‎ Minṭaqat ash-Shamal) es uno de los seis distritos de Israel. El distrito cuenta con un área de 4473 km², incluyendo los 1.154 km² del subdistrito de los Altos del Golán. Su capital se localiza en Nof HaGalil y su ciudad más poblada es Nazaret. El distrito limita al oeste con el Mar Mediterráneo, al norte con el Líbano, al este con Siria y Jordania y al sur con Cisjordania. En el distrito se localizan lugares de importancia religiosa para el cristianismo así como los principales centros turísticos en Israel, incluyendo las áreas que colindan con el mar de Galilea y el Monte Hermón. El distrito coincide aproximadamente con el área de la antigua región de Galilea a los cuales se añade el área de los Altos del Golán.

## Demografía
De acuerdo a los datos del censo de la Oficina Central de Estadísticas de Israel (CBS), en el año 2022 el distrito contaba con una población total de 1 527 800 habitantes, presentando la siguiente composición:
- Étnica:
  - Judíos: 647 500 (42,4%)
  - Árabes: 816 800 (53,5%)
  - Otros: 63 500 (4,2%)

En el censo israelí no se hace distinción entre ciudadanos árabes de Israel y habitantes sirios de los Altos del Golán, muchos de los cuales no son ciudadanos de Israel, sino de Siria.
- Religiosa:
  - Judíos: 647 500 (42,4%)
  - Musulmanes: 597 300 (39,1%)
  - Drusos: 120 300 (7,9%)
  - Cristianos: 97 800 (6,4%)
  - Sin clasificar: 55 600 (3,6%)

- Densidad: 460 hab./km2

El Distrito Norte es el único distrito de Israel donde la mayoría de los habitantes son árabes.

## Ciudades
| Ciudad           | Hebreo       | Árabe                   |
| ---------------- | ------------ | ----------------------- |
| Afula            | עפולה        | العفولة                 |
| Acre             | עכו          | عكا                     |
| Bet She'an       | בית שאן      | بيسان                   |
| Carmiel          | כרמיאל       | كرميئيل                 |
| Ma'alot-Tarshiha | מעלות-תרשיחא | معالوت ترشيحا           |
| Migdal HaEmeq    | מגדל העמק    | مجدال هعيمق/مغدال هعيمق |
| Nahariya         | נהריה        | نهاريا                  |
| Nazaret          | נצרת         | الناصرة                 |
| Nof HaGalil      | נצרת עילית   | الناصرة العليا          |
| Qiryat Shemona   | קריית שמונה  | كريات شمونة             |
| Safed            | צפת          | صفد                     |
| Sajnin           | סחנין        | سخنين                   |
| Shagor           | שגור         | الشاغور                 |
| Shefa-'Amr       | שפרעם        | شفاعمر                  |
| Tamra            | טמרה         | طمرة                    |
| Tiberíades       | טבריה        | طبريا                   |

## Concejos locales
| \| - Abu Sinan - Araba - Basmat Tabun - Beit Jan - Bir al-Maksur - Bueine Nujeidat - Buqata - Daburiya - Deir Hana - Eilabun - Ein Qiniye - Ein Mahil - Fassuta - Ghajar - Hurfeish - Hazor HaGuelilit - Ibilin - Iksal - Ilut - Jadeidi-Makr - Jish \| - Gush Halav - Julis - Kabiye-Tabash-Hajajre - Kabul - Kafr Kana - Kafr Manda - Kafr Yasif - Kaukab Abu al-Hija - Katzrin - Kfar Vradim - Kfar Kama - Kfar Tavor - Kisra-Sumei - Maghar - Majdal Shams - Masade - Mashad - Mazra - Metula - Mevo Hama - Migdal \| - Milya - Nahf - Pekín - Rameh - Reineh - Ramat Yishai - Rosh Piná - Sajur - Shaab - Shlomi - Shibli-Umm al-Ghanam - Tuba-Zangariye - Turán - Yafa an-Naseriye - Yanuh-Jat - Yavnel - Yesod HaMalá - Yirka - Zarzir \| | | |
| - Abu Sinan - Araba - Basmat Tabun - Beit Jan - Bir al-Maksur - Bueine Nujeidat - Buqata - Daburiya - Deir Hana - Eilabun - Ein Qiniye - Ein Mahil - Fassuta - Ghajar - Hurfeish - Hazor HaGuelilit - Ibilin - Iksal - Ilut - Jadeidi-Makr - Jish | - Gush Halav - Julis - Kabiye-Tabash-Hajajre - Kabul - Kafr Kana - Kafr Manda - Kafr Yasif - Kaukab Abu al-Hija - Katzrin - Kfar Vradim - Kfar Kama - Kfar Tavor - Kisra-Sumei - Maghar - Majdal Shams - Masade - Mashad - Mazra - Metula - Mevo Hama - Migdal | - Milya - Nahf - Pekín - Rameh - Reineh - Ramat Yishai - Rosh Piná - Sajur - Shaab - Shlomi - Shibli-Umm al-Ghanam - Tuba-Zangariye - Turán - Yafa an-Naseriye - Yanuh-Jat - Yavnel - Yesod HaMalá - Yirka - Zarzir |

## Concejos regionales
| Concejos regionales | |
| --- | --- |
| \| - Concejo Regional Al-Batuf - Concejo Regional Valle de Beit Shean - Concejo Regional Bustan Al-Marj - Concejo Regional Emek HaYarden - Concejo Regional Golán - Concejo Regional Gilboa - Concejo Regional Valle de Jezreel - Concejo Regional Baja Galilea \| - Concejo Regional Maaleh Yosef - Concejo Regional Mate Asher - Concejo Regional Meguido - Concejo Regional Merom HaGalil - Concejo Regional Mevot HaHermón - Concejo Regional Misgav - Concejo Regional Alta Galilea \| | |
| - Concejo Regional Al-Batuf - Concejo Regional Valle de Beit Shean - Concejo Regional Bustan Al-Marj - Concejo Regional Emek HaYarden - Concejo Regional Golán - Concejo Regional Gilboa - Concejo Regional Valle de Jezreel - Concejo Regional Baja Galilea | - Concejo Regional Maaleh Yosef - Concejo Regional Mate Asher - Concejo Regional Meguido - Concejo Regional Merom HaGalil - Concejo Regional Mevot HaHermón - Concejo Regional Misgav - Concejo Regional Alta Galilea |